# Нововасилівська сільська рада (Єланецький район)
Нововаси́лівська сільська́ ра́да — колишній орган місцевого самоврядування в Єланецькому районі Миколаївської області. Адміністративний центр — село Нововасилівка.

## Загальні відомості
- Населення ради: 787 осіб (станом на 2001 рік)

## Населені пункти
Сільській раді підпорядковані населені пункти:
- с. Нововасилівка
- с. Іванівка
- с. Федоро-Михайлівка

## Склад ради
Рада складається з 14 депутатів та голови.
- Голова ради: Лептуга Тетяна Іванівна
- Секретар ради: Полякова Людмила Іванівна

### Керівний склад попередніх скликань
| ПІБ                       | Основні відомості                                                                | Дата обрання | Дата звільнення |
| ------------------------- | -------------------------------------------------------------------------------- | ------------ | --------------- |
| Лептуга Тетяна Іванівна   | Сільський голова, 1967 року народження, освіта, позапартійна                     | 26.03.2006   | 31.10.2010      |
| Полякова Людмила Іванівна | Секретар сільської ради, 1961 року народження, освіта вища, член Партії регіонів | 26.03.2006   | 31.10.2010      |
| Полякова Людмила Іванівна | Секретар сільської ради, 1961 року народження, освіта вища, член Партії регіонів | 31.10.2010   |                 |

Примітка: таблиця складена за даними сайту Верховної Ради України